# Cixius kuyaniana
Cixius kuyaniana är en insektsart som beskrevs av Matsumura 1914. Cixius kuyaniana ingår i släktet Cixius och familjen kilstritar. Inga underarter finns listade i Catalogue of Life.